# Diamond Lake (Lake Wanaka)
Der Diamond Lake ist ein kleiner See in der Region Otago auf der Südinsel von Neuseeland.

## Geographie
Der See befindet sich auf einer Höhe von 380 m des Hangs des bis zu 775 m hohen Rocky Mountain und rund 1,85 km westlich des westlichsten Arm des Lake Wānaka. Der rund 2,8 Hektar große See besitzt eine Länge von 206 m in Südsüdwest-Nordnordost-Richtung und eine maximale Breite von rund 170 m.

## Wanderwege
Um den See herum führt ein rund 2,5 km langer Wanderweg, der in ca. 45 min erwandert werden kann. Von ihm aus führt bergan ein weiterer Wanderweg, der sich zum Diamond Lake Lookout, Lake Wānaka Lookout und zum Rocky Mountain Summit Track aufteilt.